# Gregor Brown
Pour les articles homonymes, voir Brown.
Pas d'image ? Cliquez ici

a Compétitions nationales et continentales officielles uniquement.

b Matchs officiels uniquement.
Dernière mise à jour le 29 novembre 2024.
Gregor Brown, né le 1er juillet 2001 à Aberdeen (Écosse), est un joueur international écossais de rugby à XV jouant aux postes de troisième ligne aile et deuxième ligne aux Glasgow Warriors depuis 2022.

## Biographie

### Jeunesse et formation
Gregor Brown naît à Aberdeen en Écosse. Durant sa jeunesse, il vit quelque temps au Nigeria et en Égypte, avant de retourner dans sa ville natale. Il y fréquente le Robert Gordon's College (en) où il joue notamment au rugby à XV. Il joue également pour les Gordonians et les Boroughmuir Bears. Il intègre ensuite le centre de formation des Glasgow Warriors en 2020. Cette même année, il est sélectionné en équipe d'Écosse des moins de 20 ans pour le Tournoi des Six Nations des moins de 20 ans 2020.

### Carrière professionnelle
Gregor Brown fait ses débuts professionnels en seconde partie de saison 2020-2021 lors de la treizième journée du Pro14, entrant en jeu contre le Leinster. Il ne joue que deux matchs cette saison, à seulement 18 ans. Il prend part à trois rencontres la saison suivante.
Il commence à gagner du temps de jeu durant la saison 2022-2023 mais ne participe pas à la finale de la Challenge Cup perdue 43 à 19 face au RC Toulon,.
En 2023-2024, il joue huit matchs et participe à la qualification de son équipe en finale du championnat. Alors qu'il ne devait pas participer à cette rencontre face aux Sud-Africains des Bulls, il est finalement propulsé sur le banc des remplaçants, prenant la place de Max Williamson, malade. Il entre en jeu à 20 minutes de la fin du match à la place de Richie Gray et Glasgow s'impose 21 à 16, remportant la compétition pour la deuxième fois de son histoire après 2015,.
À la fin de cette saison, il est appelé pour la première fois en équipe d'Écosse par Gregor Townsend pour la tournée d'été en Amérique. Il obtient ses trois premières capes avec le XV du Chardon à cette occasion face au Canada, au Chili puis à l'Uruguay,.
En début de saison 2024-2025, il est de nouveau convoqué en sélection nationale, cette fois pour la tournée d'automne. Il prend part à la large victoire des siens 57 à 17 contre les Fidji.

## Palmarès
- Glasgow Warriors
  - Vainqueur du United Rugby Championship en 2024